# Richard Stone
Sir John Richard Nicholas Stone (Londra, 30 agosto 1913 – Cambridge, 6 dicembre 1991) è stato un economista britannico, Premio Nobel per l'economia nel 1984 per i suoi contributi allo sviluppo del sistema di contabilità nazionale.
Stone fu discepolo di Hermann Kahn, John Maurice Clark, John Maynard Keynes e compagno di James Meade nel Servizio Centrale d'Informazione Economica durante la Seconda guerra mondiale. Fu incaricato di creare, per conto del governo britannico, un sistema internazionale di contabilità. Durante la sua vita ha reso compatibili i suoi insegnamenti con l'esercizio di missioni per l'Organizzazione per la Cooperazione e lo sviluppo Economico e per l'Organizzazione delle Nazioni Unite. I modelli di contabilità nazionale furono introdotti per consiglio di Keynes. Stone e Meade sistematizzarono l'uso di un volume crescente d'informazioni statistiche in un sistema organizzato, che Stone ha raffinato per convertirlo nella base della moderna analisi macroeconomica.
Inventò uno schema di doppia entrata, estensione del sistema di doppio-gioco economico a quattro agenti: le famiglie, le imprese, il settore pubblico e il settore estero. Il sistema creato da Stone ha permesso l'uso del sistema per paesi e scuole di pensiero molto diversi fra loro. 
Fu professore dell'Università di Cambridge e dell'Università Johns Hopkins. Tra le sue principali opere si segnalano: Rendita nazionale, contabilità nazionale e modelli economici (in collaborazione con Meade - 1944), La funzione delle misure in economia (1951) e Input-output e contabilità nazionale (1961).
Nel 1960, sposò l'italiana Giovanna Saffi, discendente del celebre patriota del Risorgimento Aurelio Saffi e di Giorgina Craufurd Saffi, che collaborò a molti dei suoi lavori. Tra l'altro, scrissero insieme Social Accounting and Economic Models (1959) and National Income and Expenditure (1961).

## Opere
- Rendita nazionale, contabilità nazionale e modelli economici, 1941.
- The role of measurement in economics : the newmarch lectures 1949-1950, coautore James Meade, Cambridge, University Press, 1951.
- Input-output e contabilità nazionale, 1961.
- Mathematics in the social sciences and other essays, London, Chapman and Hall, 1966.
- Mathematical models of the economy, and other essays, London, Chapman & Hall, 1970.
- Aspects of economic and social modelling, Genève, Droz, 1981.